# William A. Stone
William Alexis Stone (né le 18 avril 1846 et mort le 1er mars 1920) est le 22e gouverneur de Pennsylvanie entre 1899 et 1903.